# Elecciones regionales de Tumbes de 2014
Las elecciones regionales de Tumbes de 2014 se llevaron a cabo el 5 de octubre de 2014 para elegir al presidente regional, al vicepresidente regional y al Consejo Regional para el periodo 2015-2019. La elección se celebró simultáneamente con elecciones regionales y municipales (provinciales y distritales) en todo el Perú. La segunda vuelta regional se llevó a cabo el 7 de diciembre de 2014.

## Sistema electoral
El Gobierno Regional de Tumbes es el órgano administrativo y de gobierno del departamento de Tumbes. Está compuesto por el presidente regional, el vicepresidente regional y el Consejo Regional.
La votación se realiza en base al sufragio universal, que comprende a todos los ciudadanos nacionales mayores de dieciocho años, empadronados y residentes en el departamento de Tumbes y en pleno goce de sus derechos políticos.
El presidente y vicepresidente regional son elegidos por sufragio directo. Para que un candidato sea proclamado ganador debe obtener no menos de 30 % de votos válidos. En caso ningún candidato logre ese porcentaje en la primera vuelta electoral, los dos candidatos más votados participan en una segunda vuelta o balotaje.
El Consejo Regional de Tumbes está compuesto por 7 consejeros elegidos por sufragio directo para un período de cuatro (4) años. La votación es por lista cerrada y bloqueada. Cada provincia del departamento de Tumbes constituye una circunscripción electoral. La votación es por lista cerrada y bloqueada. Se asigna a la lista ganadora los escaños según el método d'Hondt. La distribución y el número de consejeros regionales es la siguiente:
| Circunscripción       | Escaños | Mapa |
| --------------------- | ------- | ---- |
| Tumbes                | 4       |      |
| Zarumilla             | 2       |      |
| Contralmirante Villar | 1       |      |

## Composición del Consejo Regional de Tumbes
La siguiente tabla muestra la composición del Consejo Regional de Tumbes antes de las elecciones.
| Partidos | Partidos                                                | Consejeros |
| -------- | ------------------------------------------------------- | ---------- |
|          | Reconstrucción con Obras mas Obras para un Tumbes Bello | 2          |
|          | Movimiento Independiente Regional FAENA                 | 1          |
|          | Luchemos por Tumbes                                     | 1          |
|          | Partido Aprista Peruano                                 | 1          |
|          | Fonavistas del Perú                                     | 1          |
|          | Nueva Alternativa                                       | 1          |

## Partidos y candidatos
A continuación se muestra una lista de los principales partidos y alianzas electorales que participaron en las elecciones:
| Candidatura | Candidatura        | Partidos y alianzas                                                               | Candidatos | Candidatos                 | Ideología                                                          | Resultado previo | Resultado previo | Ref. |
| Candidatura | Candidatura        | Partidos y alianzas                                                               | Candidatos | Candidatos                 | Ideología                                                          | Votos (%)        | Con.             | Ref. |
| ----------- | ------------------ | --------------------------------------------------------------------------------- | ---------- | -------------------------- | ------------------------------------------------------------------ | ---------------- | ---------------- | ---- |
|             | FAENA              | Lista - Movimiento Independiente Regional FAENA (FAENA)                           |            | Wilmer Dios Benites        | Regionalismo tumbesino                                             | 18.52%           | 1                |      |
|             | DD                 | Lista - Democracia Directa (DD)                                                   |            | Segismundo Cruces Ordinola | Socialismo Nacionalismo de izquierda Ecologismo                    | 14.05%           | 1                |      |
|             | Reconst.           | Lista - Reconstrucción con Obras más Obras para un Tumbes Bello (Reconstrucción)  |            | Ricardo Flores Dioses      | Regionalismo tumbesino                                             | 13.09%           | 2                |      |
|             | AP                 | Lista - Acción Popular (AP)                                                       |            | Alberto Huamán Guimaray    | Partido atrapalotodo                                               | 5.98%            | 0                |      |
|             | SU                 | Lista - Siempre Unidos (SU)                                                       |            | Carlos Roque Rueda         | Partido atrapalotodo                                               | 0.77%            | 0                |      |
|             | UPP                | Lista - Unión por el Perú (UPP)                                                   |            | José Cruz Martínez         | Nacionalismo de izquierda Socialdemocracia                         | Nuevo            | Nuevo            |      |
|             | SN                 | Lista - Solidaridad Nacional (SN)                                                 |            | Jaime Idrogo Cruzado       | Conservadurismo liberal Liberalismo económico                      | Nuevo            | Nuevo            |      |
|             | APP                | Lista - Alianza para el Progreso (APP)                                            |            | César Campaña Alemán       | Liberalismo económico Conservadurismo liberal Populismo de derecha | Nuevo            | Nuevo            |      |
|             | PHP                | Lista - Partido Humanista Peruano (PHP)                                           |            | Antonio Puell Mendoza      | Humanismo Socialismo Ecosocialismo                                 | Nuevo            | Nuevo            |      |
|             | FP                 | Lista - Fuerza Popular (FP)                                                       |            | Juan Yuyes Meza            | Fujimorismo Conservadurismo social Populismo de derecha            | Nuevo            | Nuevo            |      |
|             | PPS                | Lista - Perú Patria Segura (PPS)                                                  |            | Ángel Chunga Villar        | Conservadurismo liberal Liberalismo económico                      | Nuevo            | Nuevo            |      |
|             | FA                 | Lista - Frente Amplio (FA)                                                        |            | Miguel Castillo Silva      | Socialismo Ecologismo Descentralización                            | Nuevo            | Nuevo            |      |
|             | VP                 | Lista - Vamos Perú (VP)                                                           |            | Carlos Ricardi Godoy       | Populismo Socialdemocracia                                         | Nuevo            | Nuevo            |      |
|             | Yo Sí Amo a Tumbes | Lista - Movimiento Independiente Regional Yo Sí Amo a Tumbes (Yo Sí Amo a Tumbes) |            | Carlos Calmet Noblecilla   | Regionalismo tumbesino                                             | Nuevo            | Nuevo            |      |
|             | MOVIET             | Lista - Movimiento de Integración Ecologista Tumbesino (MOVIET)                   |            | Óscar Sandoval Rodríguez   | Regionalismo tumbesino                                             | Nuevo            | Nuevo            |      |
|             | PU                 | Lista - Movimiento Tumbesino Pueblo Unido (PU)                                    |            | José Maza Balladares       | Regionalismo tumbesino                                             | Nuevo            | Nuevo            |      |
|             | PT                 | Lista - Participación Tumbesina (PT)                                              |            | Carlos Moretti Villegas    | Regionalismo tumbesino                                             | Nuevo            | Nuevo            |      |
|             | Ya es la Hora      | Lista - Ya es la Hora (Ya es la Hora)                                             |            | Necemio Peña Rivera        | Regionalismo tumbesino                                             | Nuevo            | Nuevo            |      |
|             | PDT                | Lista - Progreso, Dignidad y Trabajo (PDT)                                        |            | Otto Carrasco Zapata       | Regionalismo tumbesino                                             | Nuevo            | Nuevo            |      |
|             | C                  | Lista - Gana Tumbes (C)                                                           |            | Juana Maldonado Cruz       | Regionalismo tumbesino                                             | Nuevo            | Nuevo            |      |

## Sondeos de opinión
La siguiente tabla enumera las estimaciones de la intención de voto en orden cronológico inverso, mostrando las más recientes primero y utilizando las fechas en las que se realizó el trabajo de campo de la encuesta. Cuando se desconocen las fechas del trabajo de campo, se proporciona la fecha de publicación.
Leyenda:
     Sondeo realizado en el periodo de prohibición legal de la difusión de sondeos de intención de voto.

### Primera vuelta

#### Intención de voto
La siguiente tabla enumera las estimaciones ponderadas (sin incluir votos en blanco y nulos) de la intención de voto.
|                                       |             |     |      |      |      |      |     |      |  |  |
| Elecciones regionales de 2014         | 5 oct 2014  | —   | 23.7 | 16.7 | 11.6 | 10.9 | 8.0 | 7.0  |  |  |
|                                       |             |     |      |      |      |      |     |      |  |  |
| Ipsos Perú/América                    | 5 oct 2014  | ?   | 24.6 | 16.6 | –    | –    | –   | 8.0  |  |  |
| Datum Internacional/Frecuencia Latina | 5 oct 2014  | ?   | 20.5 | 15.8 | 13.5 | 9.4  | –   | 4.7  |  |  |
| Ipsos Perú/América                    | 5 oct 2014  | ?   | 26.2 | 20.3 | –    | 12.0 | –   | 5.9  |  |  |
| Datum Internacional/Frecuencia Latina | 5 oct 2014  | ?   | 19.5 | 17.7 | 16.5 | –    | –   | 1.8  |  |  |
| Ipsos Perú/El Comercio                | 24 sep 2014 | 400 | 21.3 | 34.4 | 11.5 | 13.1 | –   | 13.1 |  |  |

#### Preferencias de voto
La siguiente tabla enumera las preferencias de voto en bruto (incluyendo blancos, viciados y sin respuesta) y no ponderadas.
| Encuestadora/Medio            | Fecha       | Muestra | Ricardo Flores | Carlos Calmet | Wilmer Dios | Segism. Cruces | José Cruz | B/V  | NS/NO | Dif. |  |  |  |
| ----------------------------- | ----------- | ------- | -------------- | ------------- | ----------- | -------------- | --------- | ---- | ----- | ---- |  |  |  |
| Encuestadora/Medio            | Fecha       | Muestra |                |               |             |                |           |      |       |      |  |  |  |
| Elecciones regionales de 2014 | 5 oct 2014  | —       | 19.2           | 13.6          | 9.4         | 8.8            | 6.5       | 18.8 | –     | 8.2  |  |  |  |
|                               |             |         |                |               |             |                |           |      |       |      |  |  |  |
| Ipsos Perú/El Comercio        | 24 sep 2014 | 400     | 13             | 21            | 7           | 8              | –         | 14   | 25    | 8    |  |  |  |

## Resultados

### Gobierno Regional de Tumbes
| Candidatos           | Candidatos                 | Partidos y coaliciones                                                    | Primera vuelta 5 oct 2014 | Primera vuelta 5 oct 2014 | Balotaje 7 dic 2014 | Balotaje 7 dic 2014 |  |
| Candidatos           | Candidatos                 | Partidos y coaliciones                                                    | Votos                     | %                         | Votos               | %                   |  |
| -------------------- | -------------------------- | ------------------------------------------------------------------------- | ------------------------- | ------------------------- | ------------------- | ------------------- |  |
|                      | Ricardo Flores Dioses      | Reconstrucción con Obras Más Obras para un Tumbes Bello (Reconstrucción)  | 24,972                    | 23.66                     | 60,688              | 54.28               |  |
|                      | Carlos Calmet Noblecilla   | Movimiento Independiente Regional Yo Sí Amo a Tumbes (Yo Sí Amo a Tumbes) | 17,650                    | 16.72                     | 51,112              | 45.72               |  |
|                      | Wilmer Dios Benites        | Movimiento Independiente Regional FAENA (FAENA)                           | 12,228                    | 11.58                     |                     |                     |  |
|                      | Segismundo Cruces Ordinola | Democracia Directa (DD)                                                   | 11,504                    | 10.90                     |                     |                     |  |
|                      | José Cruz Martínez         | Unión por el Perú (UPP)                                                   | 8,476                     | 8.03                      |                     |                     |  |
|                      | Jaime Idrogo Cruzado       | Solidaridad Nacional (SN)                                                 | 6,766                     | 6.41                      |                     |                     |  |
|                      | César Campaña Alemán       | Alianza para el Progreso (APP)                                            | 5,513                     | 5.22                      |                     |                     |  |
|                      | José Maza Balladares       | Movimiento Tumbesino Pueblo Unido (PU)                                    | 3,698                     | 3.50                      |                     |                     |  |
|                      | Juan Yuyes Meza            | Fuerza Popular (FP)                                                       | 3,555                     | 3.37                      |                     |                     |  |
|                      | Otto Carrasco Zapata       | Progreso, Dignidad y Trabajo (PDT)                                        | 2,544                     | 2.41                      |                     |                     |  |
|                      | Necemio Peña Rivera        | Ya es la Hora (Ya es la Hora)                                             | 2,282                     | 2.16                      |                     |                     |  |
|                      | Carlos Ricardi Godoy       | Vamos Perú (VP)                                                           | 1,464                     | 1.39                      |                     |                     |  |
|                      | Juana Maldonado Cruz       | Gana Tumbes (C)                                                           | 898                       | 0.85                      |                     |                     |  |
|                      | Carlos Roque Rueda         | Siempre Unidos (SU)                                                       | 851                       | 0.81                      |                     |                     |  |
|                      | Alberto Huamán Guimaray    | Acción Popular (AP)                                                       | 729                       | 0.69                      |                     |                     |  |
|                      | Ángel Chunga Villar        | Perú Patria Segura (PPS)                                                  | 714                       | 0.68                      |                     |                     |  |
|                      | Antonio Puell Mendoza      | Partido Humanista Peruano (PHP)                                           | 547                       | 0.52                      |                     |                     |  |
|                      | Óscar Sandoval Rodríguez   | Movimiento de Integración Ecologista Tumbesino (MOVIET)                   | 484                       | 0.46                      |                     |                     |  |
|                      | Carlos Moretti Villegas    | Participación Tumbesina (PT)                                              | 371                       | 0.35                      |                     |                     |  |
|                      | Miguel Castillo Silva      | Frente Amplio (FA)                                                        | 308                       | 0.29                      |                     |                     |  |
|                      |                            |                                                                           |                           |                           |                     |                     |  |
| Total                | Total                      | Total                                                                     | 105,554                   |                           | 111,800             |                     |  |
|                      |                            |                                                                           |                           |                           |                     |                     |  |
| Votos válidos        | Votos válidos              | Votos válidos                                                             | 105,554                   | 81.18                     | 111,800             | 92.04               |  |
| Votos en blanco      | Votos en blanco            | Votos en blanco                                                           | 14,256                    | 10.96                     | 903                 | 0.74                |  |
| Votos nulos          | Votos nulos                | Votos nulos                                                               | 10,210                    | 7.85                      | 8,766               | 7.22                |  |
| Votos emitidos       | Votos emitidos             | Votos emitidos                                                            | 130,020                   | 85.36                     | 121,469             | 79.75               |  |
| Abstenciones         | Abstenciones               | Abstenciones                                                              | 22,294                    | 14.64                     | 30,845              | 20.25               |  |
| Votantes registrados | Votantes registrados       | Votantes registrados                                                      | 152,314                   |                           | 152,314             |                     |  |
|                      |                            |                                                                           |                           |                           |                     |                     |  |
| Fuente:              |                            |                                                                           |                           |                           |                     |                     |  |

### Consejo Regional de Tumbes
| |                                                                           |              |              |              |         |         |  |  |
| Partidos y coaliciones                                                                               | Partidos y coaliciones                                                    | Voto popular | Voto popular | Voto popular | Escaños | Escaños |  |  |
| Partidos y coaliciones                                                                               | Partidos y coaliciones                                                    | Votos        | %            | ±pp          | Total   | +/−     |  |  |
| | Reconstrucción con Obras Más Obras para un Tumbes Bello (Reconstrucción)  | 17,788       | 19.82        | +6.52        | 2       | ±0      |  |  |
| | Movimiento Independiente Regional Yo Sí Amo a Tumbes (Yo Sí Amo a Tumbes) | 10,863       | 12.10        | Nuevo        | 1       | +1      |  |  |
| | Movimiento Independiente Regional FAENA (FAENA)                           | 10,304       | 11.48        | –4.23        | 2       | +1      |  |  |
| | Alianza para el Progreso (APP)                                            | 8,581        | 9.56         | Nuevo        | 0       | ±0      |  |  |
| | Solidaridad Nacional (SN)                                                 | 7,668        | 8.54         | Nuevo        | 1       | +1      |  |  |
| | Unión por el Perú (UPP)                                                   | 7,081        | 7.89         | n/a          | 0       | ±0      |  |  |
| | Democracia Directa (DD)1                                                  | 6,558        | 7.31         | –3.79        | 1       | ±0      |  |  |
| | Fuerza Popular (FP)                                                       | 4,891        | 5.45         | Nuevo        | 0       | ±0      |  |  |
| | Movimiento Tumbesino Pueblo Unido (PU)                                    | 2,577        | 2.87         | Nuevo        | 0       | ±0      |  |  |
| | Progreso, Dignidad y Trabajo (PDT)                                        | 2,339        | 2.61         | Nuevo        | 0       | ±0      |  |  |
| | Ya es la Hora (Ya es la Hora)                                             | 2,226        | 2.48         | Nuevo        | 0       | ±0      |  |  |
| | Vamos Perú (VP)                                                           | 1,566        | 1.74         | Nuevo        | 0       | ±0      |  |  |
| | Acción Popular (AP)                                                       | 1,460        | 1.63         | –4.18        | 0       | ±0      |  |  |
| | Siempre Unidos (SU)                                                       | 1,342        | 1.50         | +0.61        | 0       | ±0      |  |  |
| | Gana Tumbes (C)                                                           | 1,240        | 1.38         | Nuevo        | 0       | ±0      |  |  |
| | Perú Patria Segura (PPS)                                                  | 1,071        | 1.19         | Nuevo        | 0       | ±0      |  |  |
| | Participación Tumbesina (PT)                                              | 820          | 0.91         | Nuevo        | 0       | ±0      |  |  |
| | Partido Humanista Peruano (PHP)                                           | 611          | 0.68         | Nuevo        | 0       | ±0      |  |  |
| | Movimiento de Integración Ecologista Tumbesino (MOVIET)                   | 502          | 0.56         | Nuevo        | 0       | ±0      |  |  |
| | Frente Amplio (FA)                                                        | 277          | 0.31         | Nuevo        | 0       | ±0      |  |  |
| |                                                                           |              |              |              |         |         |  |  |
| Total                                                                                                | Total                                                                     | 89,765       |              |              | 7       | ±0      |  |  |
| |                                                                           |              |              |              |         |         |  |  |
| Votos válidos                                                                                        | Votos válidos                                                             | 89,765       | 69.04        | –4.05        |         |         |  |  |
| Votos en blanco                                                                                      | Votos en blanco                                                           | 29,779       | 22.90        | +4.22        |         |         |  |  |
| Votos nulos                                                                                          | Votos nulos                                                               | 10,476       | 8.06         | –0.17        |         |         |  |  |
| Votos emitidos                                                                                       | Votos emitidos                                                            | 130,020      | 85.36        | –1.77        |         |         |  |  |
| Abstenciones                                                                                         | Abstenciones                                                              | 22,294       | 14.64        | +1.77        |         |         |  |  |
| Votantes registrados                                                                                 | Votantes registrados                                                      | 152,314      |              |              |         |         |  |  |
| |                                                                           |              |              |              |         |         |  |  |
| Fuente:                                                                                              |                                                                           |              |              |              |         |         |  |  |
| Notas al pie: 1 Comparado con los resultados de Fonavistas del Perú (FDP) en las elecciones de 2010. |                                                                           |              |              |              |         |         |  |  |
| Notas al pie:                                                                                        |                                                                           |              |              |              |         |         |  |  |
| 1 Comparado con los resultados de Fonavistas del Perú (FDP) en las elecciones de 2010.               |                                                                           |              |              |              |         |         |  |  |

### Autoridades electas
| Cargo                                                    | Autoridad electa | Autoridad electa         | Partido político | Partido político                                        |
| -------------------------------------------------------- | ---------------- | ------------------------ | ---------------- | ------------------------------------------------------- |
| Presidente Regional de Tumbes                            |                  | Ricardo Flores Dioses    |                  | Reconstrucción con Obras Más Obras para un Tumbes Bello |
| Vicepresidenta Regional de Tumbes                        |                  | Teresa Quintana Delgado  |                  | Reconstrucción con Obras Más Obras para un Tumbes Bello |
| Consejero Regional de Tumbes (por Contralmirante Villar) |                  | Jubencio Vílchez Elías   |                  | Movimiento Independiente Regional FAENA                 |
| Consejera Regional de Tumbes (por Tumbes)                |                  | Isabel Ramírez Núñez     |                  | Reconstrucción con Obras Más Obras para un Tumbes Bello |
| Consejero Regional de Tumbes (por Tumbes)                |                  | Javier Suclupe Sandoval  |                  | Reconstrucción con Obras Más Obras para un Tumbes Bello |
| Consejera Regional de Tumbes (por Tumbes)                |                  | Lourdes Bustamante Arena |                  | Movimiento Independiente Regional Yo Sí Amo a Tumbes    |
| Consejera Regional de Tumbes (por Tumbes)                |                  | Yaqueline Campos Feijoo  |                  | Movimiento Independiente Regional FAENA                 |
| Consejero Regional de Tumbes (por Zarumilla)             |                  | Leonardo López Salazar   |                  | Fonavistas del Perú                                     |
| Consejero Regional de Tumbes (por Zarumilla)             |                  | Wanrre Reyes López       |                  | Solidaridad Nacional                                    |